# Liste des monuments nationaux de Slovaquie
Cet article recense les monuments nationaux de Slovaquie.

## Liste

### Banská Bystrica

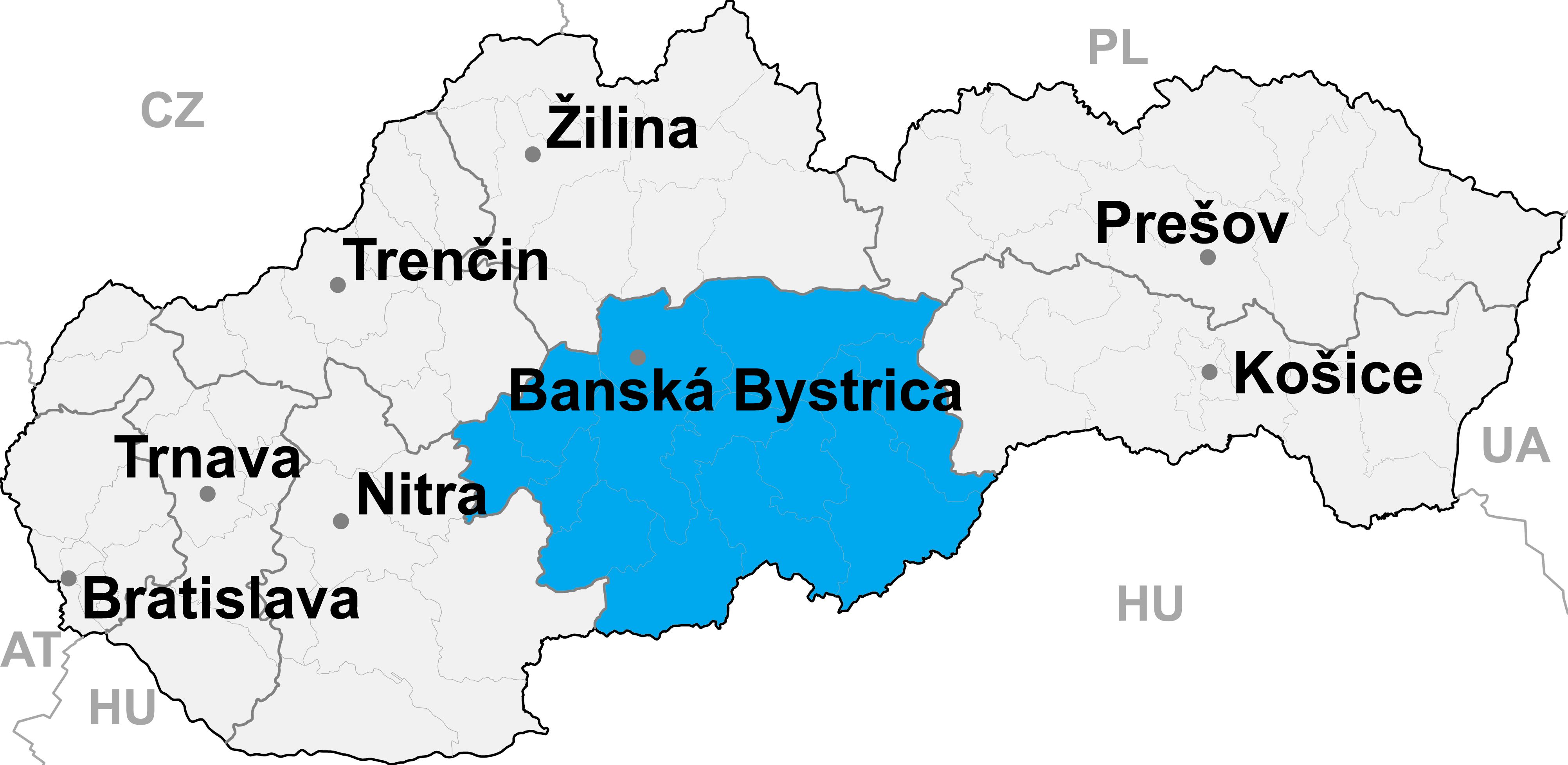
Localisation de la région de Banská Bystrica en Slovaquie.

La région de Banská Bystrica compte 2 475 protections :
- Banská Bystrica (522 protections)
- Banská Štiavnica (367)
- Brezno (186)
- Detva (56)
- Krupina (191)
- Lučenec (132)
- Poltár (27)
- Revúca (152)
- Rimavská Sobota (227)
- Veľký Krtíš (111)
- Zvolen (160)
- Žarnovica (82)
- Žiar nad Hronom (261)

### Bratislava

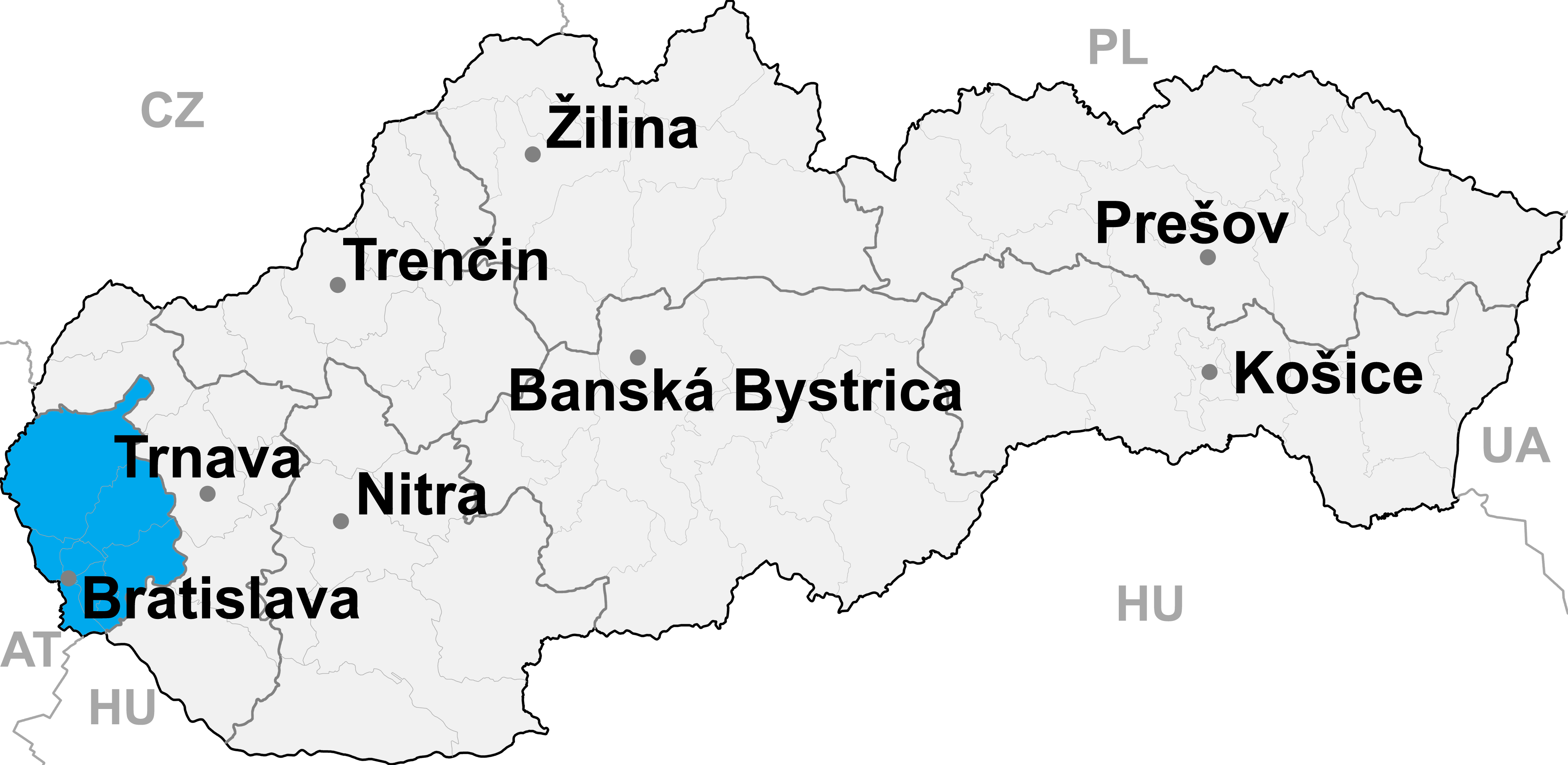
Localisation de la région de Bratislava en Slovaquie.

La région de Bratislava compte 1 710 protections :
- Bratislava I (1 047 protections)
- Bratislava II (21)
- Bratislava III (58)
- Bratislava IV (116)
- Bratislava V (29)
- Malacky (133)
- Pezinok (255)
- Senec (81)

### Košice

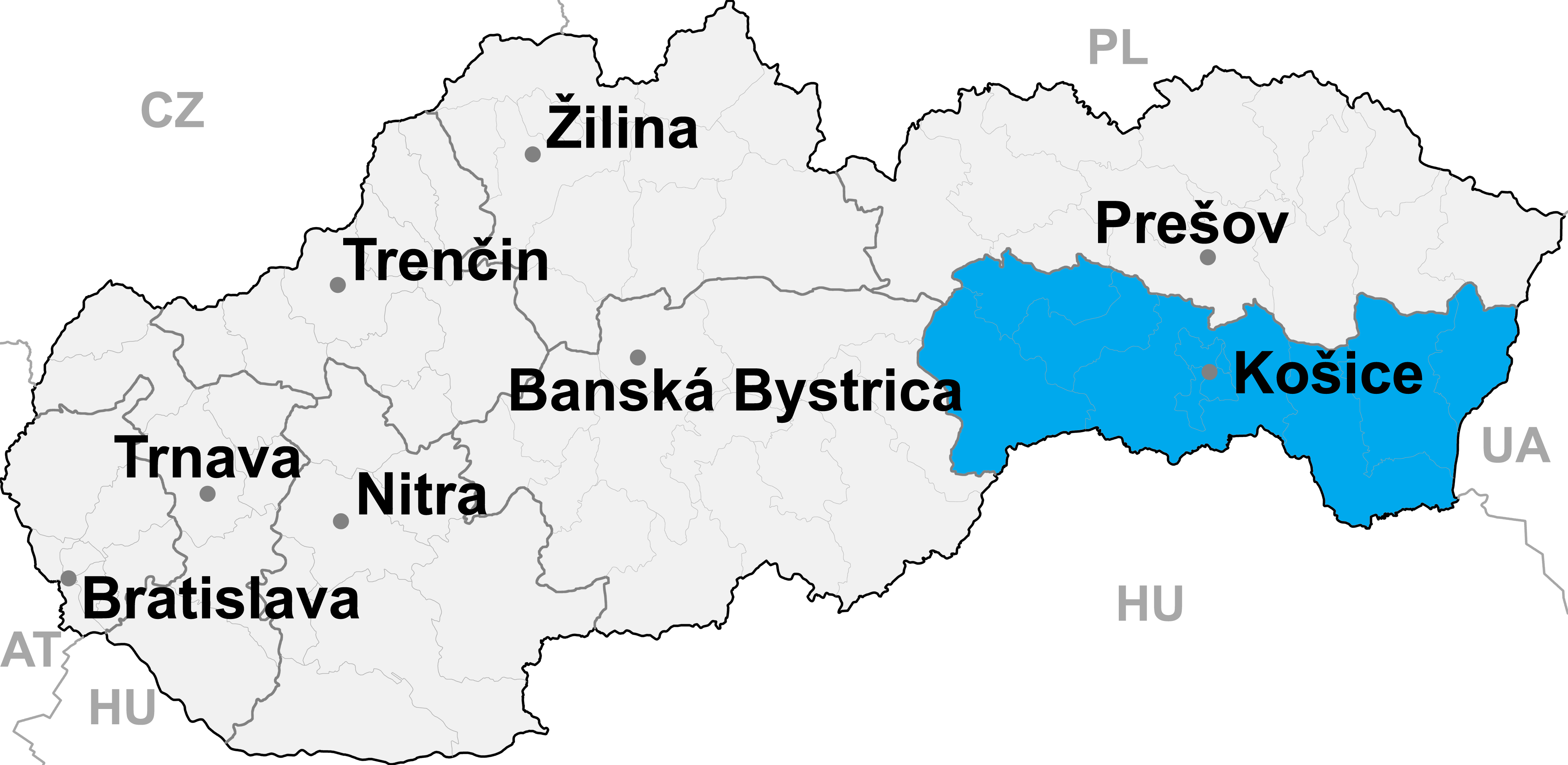
Localisation de la région de Košice en Slovaquie.

La région de Košice compte 1 974 protections :
- Gelnica (80 protections)
- Košice I (704)
- Košice II (8)
- Košice III (1)
- Košice IV (67)
- Košice-okolie (201)
- Michalovce (111)
- Rožňava (295)
- Sobrance (36)
- Spišská Nová Ves (336)
- Trebišov (135)

### Nitra

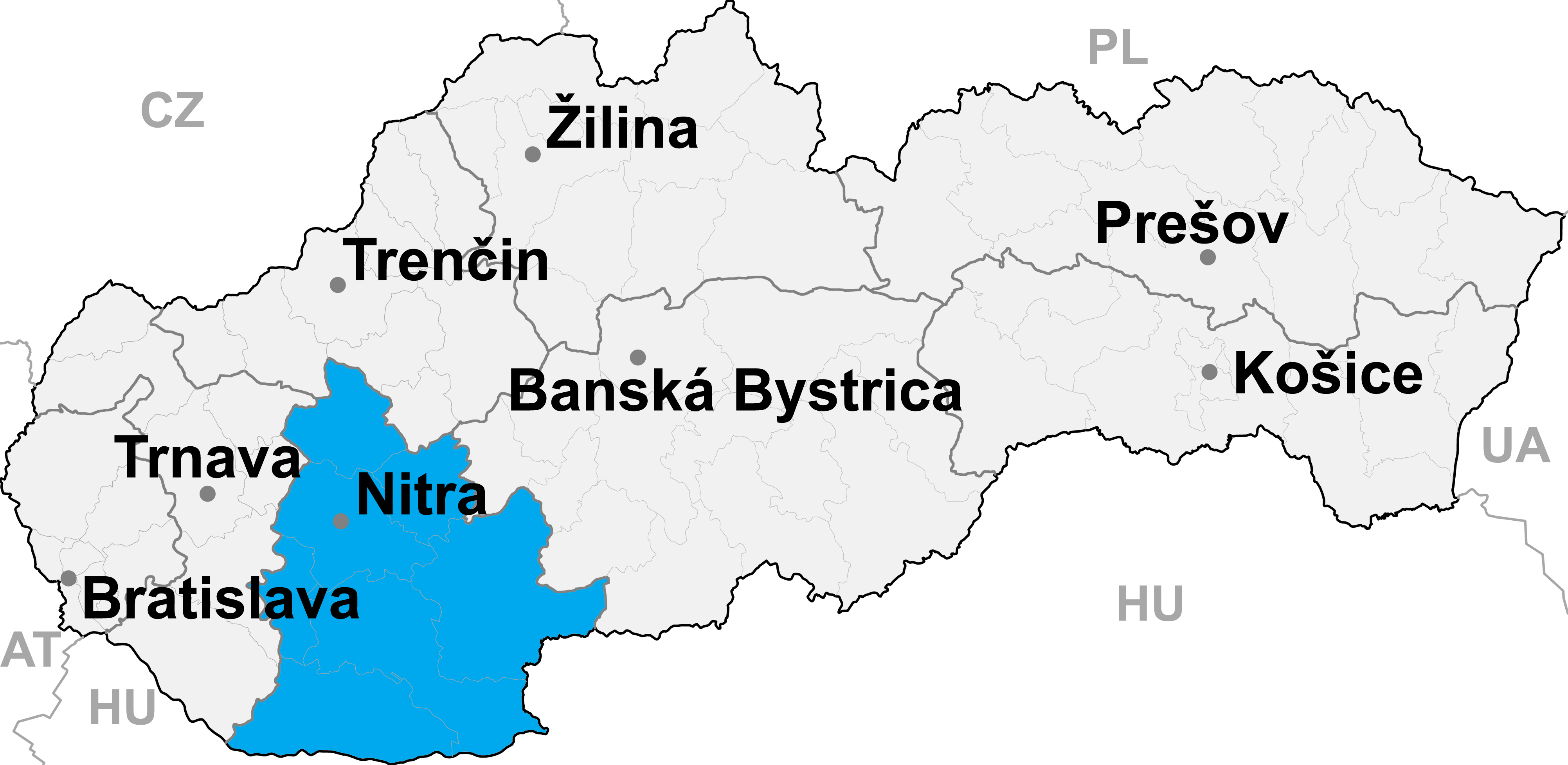
Localisation de la région de Nitra en Slovaquie.

La région de Nitra compte 1 149 protections :
- Komárno (154 protections)
- Levice (163)
- Nitra (321)
- Nové Zámky (155)
- Topoľčany (39)
- Šaľa (208)
- Zlaté Moravce (109)

### Prešov

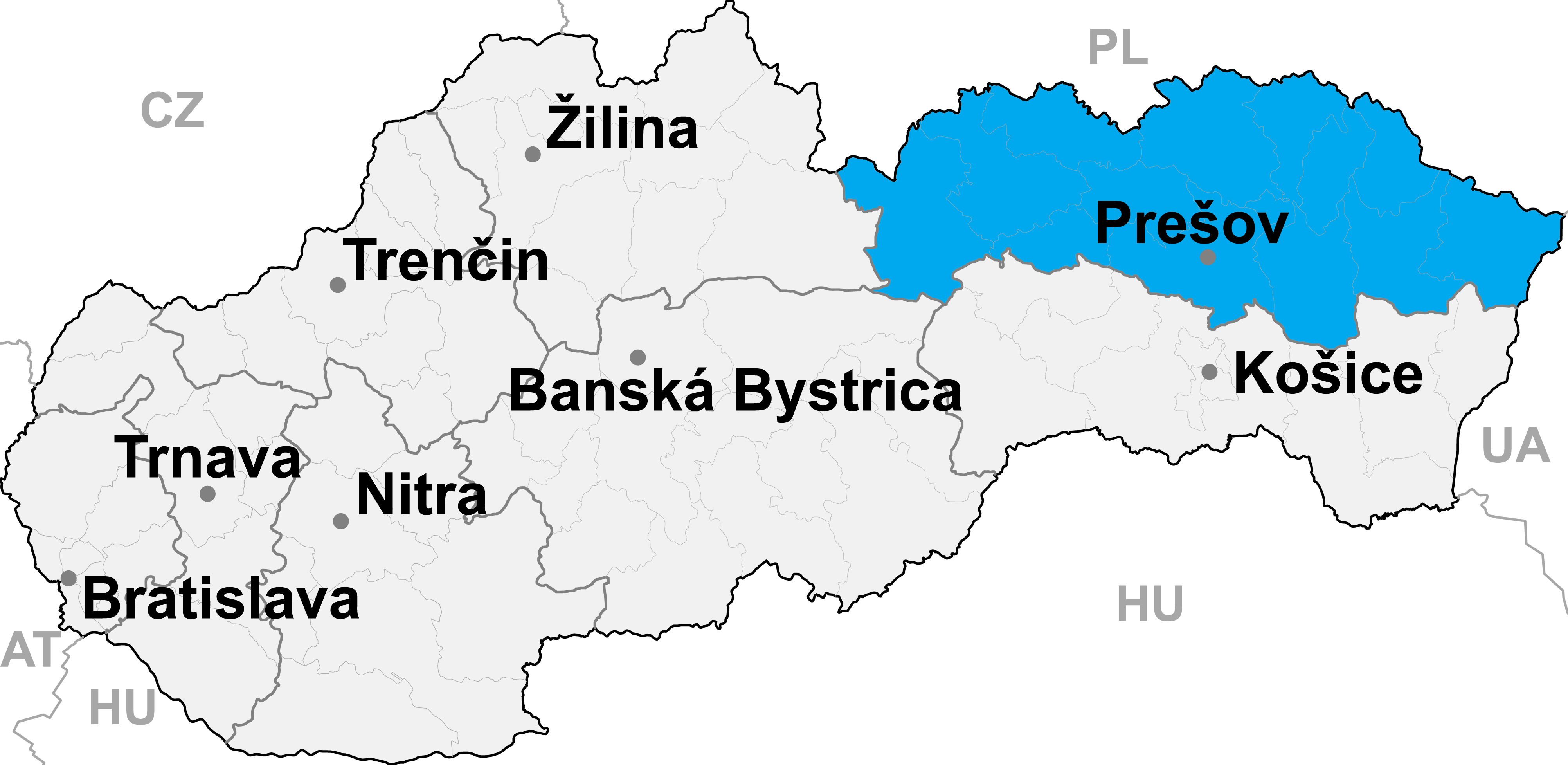
Localisation de la région de Prešov en Slovaquie.

La région de Prešov compte 3 757 protections :
- Bardejov (299 protections)
- Humenné (69)
- Kežmarok (761)
  - Chartreuse de Lechnica
- Levoča (796)
- Medzilaborce (44)
- Poprad (509)
- Prešov (513)
- Sabinov (137)
- Snina (56)
- Stará Ľubovňa (231)
- Stropkov (59)
- Svidník (128)
- Vranov nad Topľou (155)

### Trenčín

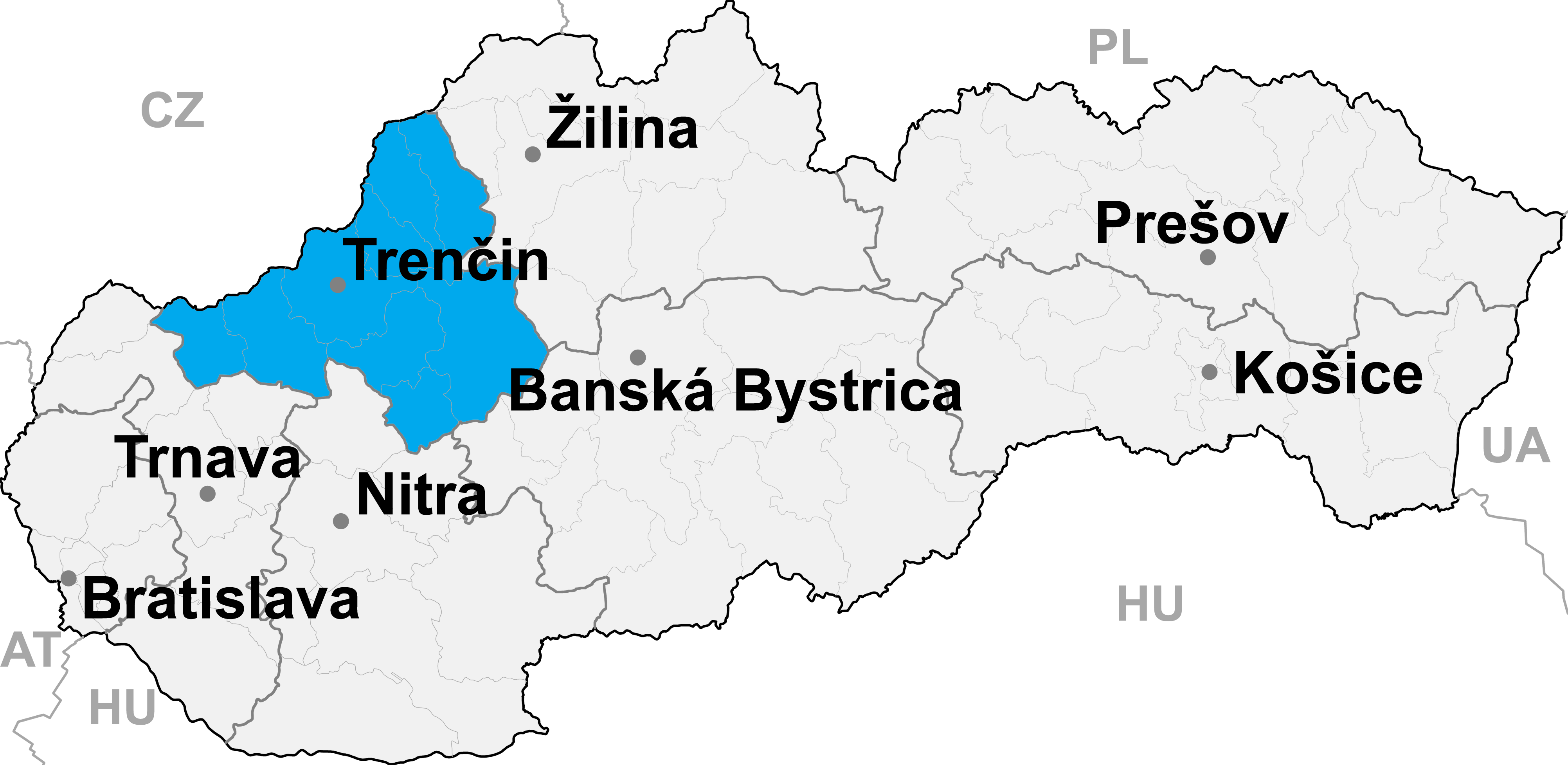
Localisation de la région de Trenčín en Slovaquie.

La région de Trenčín compte 941 protections :
- Bánovce nad Bebravou (53 protections)
- Ilava (83)
- Myjava  (40)
- Nové Mesto nad Váhom (167)
- Partizánske (65)
- Považská Bystrica (74)
- Prievidza (190)
- Púchov (58)
- Trenčín (211)

### Trnava

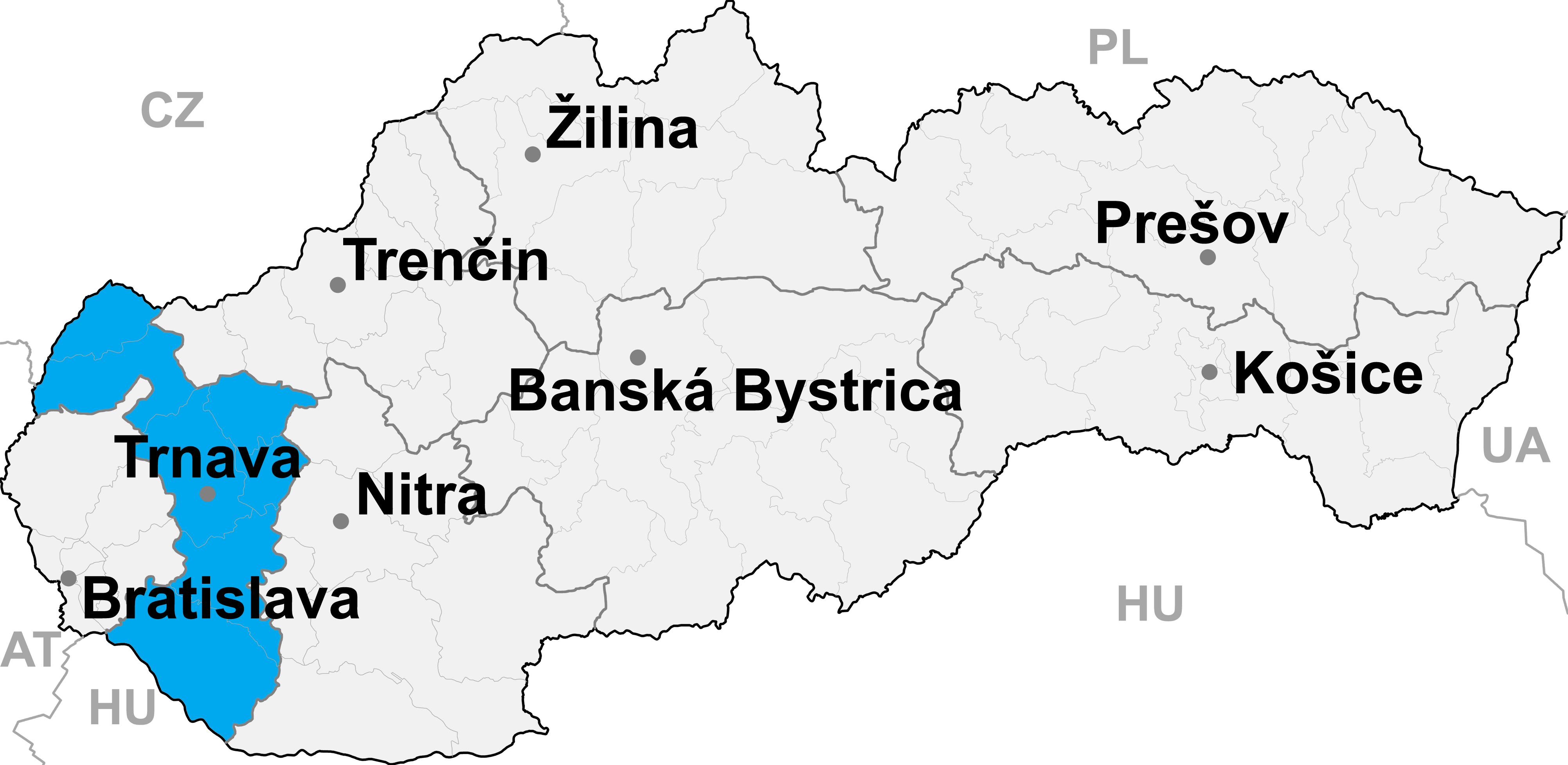
Localisation de la région de Trnava en Slovaquie.

La région de Trnava compte 1 028 protections :
- Dunajská Streda (77 protections)
- Galanta (96)
- Hlohovec (141)
- Piešťany (142)
- Senica (143)
- Skalica (122)
- Trnava (305)

### Žilina

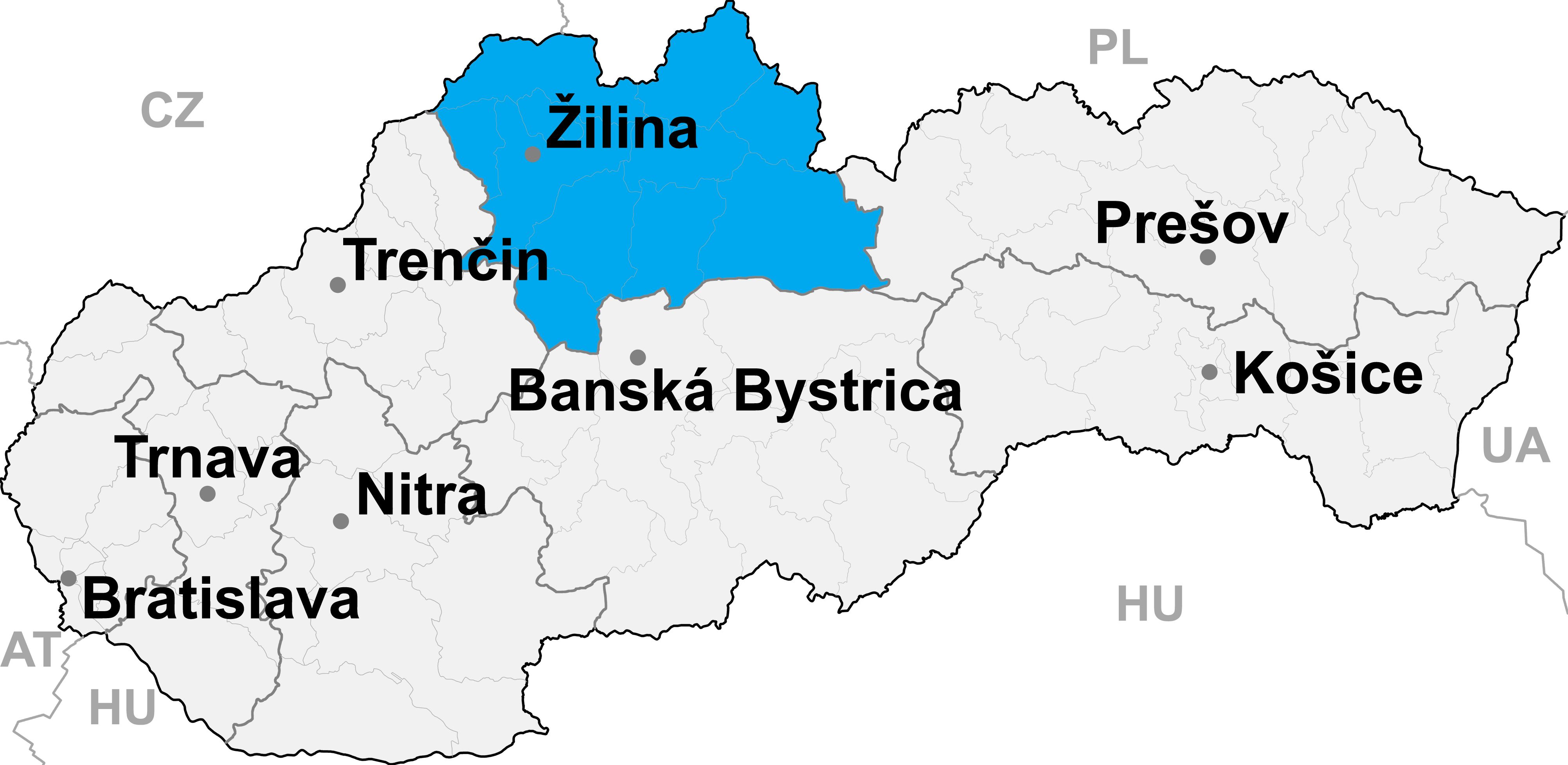
Localisation de la région de Žilina en Slovaquie.

La région de Žilina compte 1 584 protections :
- Bytča (61 protections)
- Čadca (114)
- Dolný Kubín (140)
- Liptovský Mikuláš (188)
- Martin (327)
- Námestovo (119)
- Ružomberok (200)
- Turčianske Teplice (55)
- Tvrdošín (105)
- Žilina (258)